# Wiaczesław Fietisow
Wiaczesław Aleksandrowicz Fietisow (ros. Вячеслав Александрович Фетисов; ur. 20 kwietnia 1958 w Moskwie) – rosyjski hokeista, reprezentant ZSRR, trener i działacz hokejowy.

## Kariera
- Traktor Czelabińsk (1977)
- CSKA Moskwa (1974–1989)
- New Jersey Devils (1989–1995)
- Detroit Red Wings (1995–1998)
- CSKA Moskwa (2009)

W 1989 rozpoczął karierę zawodową. W latach 1977–1989 był zawodnikiem CSKA Moskwa.
W barwach ZSRR uczestniczył w turniejach mistrzostw Europy juniorów do lat 19 edycji 1975, 1976, mistrzostw świata juniorów do lat 20 edycji 1976, 1977, 1978, seniorskich mistrzostw świata edycji 1977, 1978, 1981, 1982, 1983, 1985, 1986, 1987, 1989, 1990, 1991, zimowych igrzysk olimpijskich 1980 (brał udział w meczu nazwanym Cud na lodzie), 1984, 1988, Canada Cup edycji 1982, 1988. W barwach Rosji brał udział w turnieju Pucharu Świata 1996.
W latach 1989–1995 grał w New Jersey Devils, a od 1995 do 1998 w Detroit Red Wings, dwukrotnie (w 1997 i 1998) zdobywając Puchar Stanleya.
Razem z nim w jednej piątce meczowej grał obrońca Aleksiej Kasatonow i trzej napastnicy: Władimir Krutow, Igor Łarionow i Siergiej Makarow – byli zwani „Zielona Jednostka” (od zielonych koszulek noszonych przez nich podczas treningów).
11 czerwca 1985 odniósł obrażenia żeber w wypadku drogowym, w którym poniósł śmierć jego 18-letni brat Anatolij (ur. 1967), także hokeista
10 grudnia 2009 roku w trakcie sezonu KHL (2009/2010) zrealizował powrót do hokeja i w wieku 51 lat rozegrał jeden mecz w barwach CSKA.
W sezonie KHL (2011/2012) przewodził drużynie Rosjan w legend hokeja podczas weekendu Meczu Gwiazd KHL (drużynę Łotyszy prowadził Helmuts Balderis). W tym samym czasie postanowił zrezygnować z piastowania wszystkich funkcji publicznych w hokeju na lodzie.
Od kwietnia 2012 jest prezesem amatorskiego związku hokeja na lodzie w Rosji.
Od 2008 jest członkiem rosyjskiego Zgromadzenia Federalnego reprezentującego Kraj Nadmorski.
Ponadto w ramach amatorskich rozgrywek hokejowych, powołanych przez prezydenta Władimira Putina i weteranów radzieckiego i rosyjskiego hokeja pod nazwą Nocna Hokejowa Liga działa jako przewodniczący.

## Sukcesy

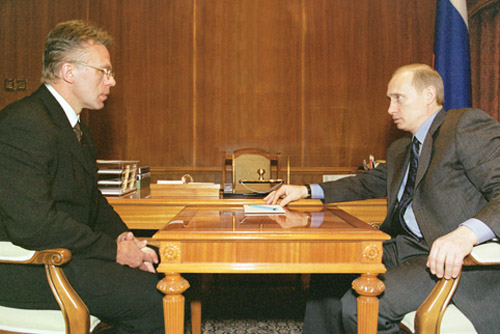
Wiaczesław Fietisow podczas spotkania z Właimirem Putinem (2002)

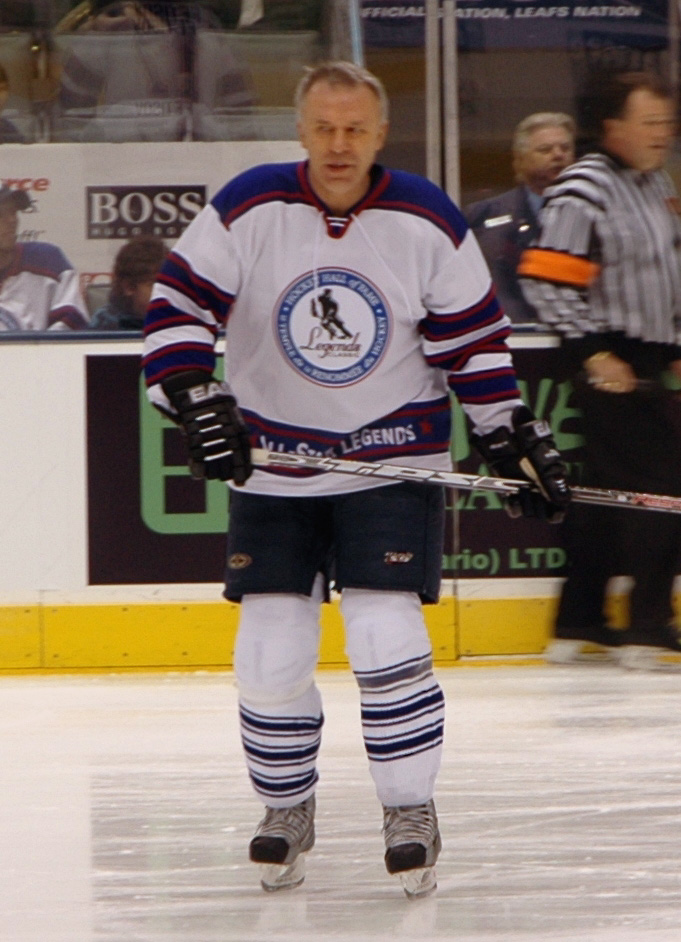
Wiaczesław Fietisow w czasie pokazowego meczu All-Star Legends 2008 w Toronto

Reprezentacyjne
- Złoty medal mistrzostw Europy juniorów do lat 19: 1975, 1976
- Złoty medal mistrzostw Europy juniorów do lat 18: 1977
- Złoty medal mistrzostw świata juniorów do lat 20: 1975, 1978
- Złoty medal mistrzostw świata: 1978, 1981, 1982, 1983, 1986, 1989, 1990
- Srebrny medal mistrzostw Świata: 1987
- Brązowy medal mistrzostw Świata: 1977, 1985, 1991
- Złoty medal mistrzostw Europy: 1981, 1982, 1983, 1986, 1987, 1989, 1991
- Srebrny medal mistrzostw Europy: 1990
- Brązowy medal mistrzostw Europy: 1977, 1985
- Złoty medal zimowych igrzysk olimpijskich: 1984, 1988
- Srebrny medal zimowych igrzysk olimpijskich: 1980
- Canada Cup: 1981
- Drugie miejsce w Canada Cup: 1987

Klubowe
- Złoty medal mistrzostw ZSRR: 1977, 1978, 1979, 1980, 1981, 1982, 1983, 1984, 1985, 1986, 1987, 1988, 1989
- Puchar ZSRR: 1979, 1988
- Złoty medal wyższej ligi: 1997
- Puchar Europy: 1976, 1978, 1979, 1980, 1981, 1982, 1983, 1984, 1985, 1986, 1987, 1988, 1989
- Puchar Stanleya: 1997, 1998

Indywidualne
- Mistrzostwa Europy juniorów do lat 19 w hokeju na lodzie 1976: najlepszy obrońca turnieju[8]
- Mistrzostwa Świata do lat 20–1977[9], 1978[10]: najlepszy obrońca turnieju
- Mistrzostwa Świata 1978, 1982, 1985, 1986, 1989: najlepszy obrońca turnieju
- Mistrzostwa Świata 1978, 1982, 1983, 1985, 1986, 1987, 1989, 1990, 1991: skład gwiazd turnieju
- Najlepszy zawodnik sezonu mistrzostw ZSRR w hokeju na lodzie: 1982, 1986
- Hokej na lodzie na Zimowych Igrzyskach Olimpijskich 1984:
  - Pierwsze miejsce w klasyfikacji asystentów turnieju: 8 asyst
  - Czwarte miejsce w klasyfikacji kanadyjskiej turnieju: 11 punktów
  - Pierwsze miejsce w klasyfikacji kanadyjskiej wśród obrońców turnieju: 11 punktów
- Hokej na lodzie na Zimowych Igrzyskach Olimpijskich 1988:
  - Drugie miejsce w klasyfikacji strzelców turnieju: 4 gole
  - Pierwsze miejsce w klasyfikacji asystentów turnieju: 9 asyst
  - Drugie miejsce w klasyfikacji strzelców turnieju: 13 punktów
- NHL All-Star Game: 1997, 1998

Rekord
- Najbardziej utytułowany zawodnik w historii Pucharu Europy: 13 tytułów

Wyróżnienia
- Triple Gold Club: 1997
- Hockey Hall of Fame: 2001
- Mistrz Sportu UNESCO: 2004
- Galeria Sławy IIHF: 2005
- Skład Stulecia IIHF: 2008
- Jego numer 2 został zastrzeżony w klubie CSKA Moskwa
- Rosyjska Galeria Hokejowej Sławy: 2014

Odznaczenia
- Zasłużony Mistrz Sportu ZSRR w hokeju na lodzie: 1978
- Order „Znak Honoru” ZSRR: 1978, 1981
- Order Czerwonego Sztandaru Pracy: 1984
- Order Lenina: 1988
- Order Honoru: 1998
- Order Olimpijski: 2000
- Order „Za zasługi dla Ojczyzny” IV Klasy: 2000
- Order „Za zasługi dla Ojczyzny” III Klasy: 2005
- Order „Za zasługi dla Ojczyzny” II Klasy: 2018
- Order Przyjaźni: 2007

Trenerskie
- Puchar Stanleya: 2000 (jako asystent trenera)
- Brązowy medal Igrzysk Olimpijskich: 2002 (jako trener i menadżer generalny)